# 莫里斯·拉乌尔-杜瓦尔
莫里斯·拉乌尔-杜瓦尔（法語：Maurice Raoul-Duval，1866年4月27日—1916年5月5日），法国男子马球运动员。他曾代表法国参加1900年夏季奥林匹克运动会马球比赛，获得一枚铜牌。